# 川野明正
川野 明正（かわの あきまさ、1967年7月21日 - ）は、日本の民俗学者・中国文学者・随筆家（アフォリスト）。明治大学法学部教授であり、日本石仏協会会長（2023年2月就任）。明治大学獅子狛犬研究所所長（研究代表者）。専門はアジア民俗学、特に民間信仰。

## 経歴
1967年、東京都渋谷区松濤の外祖父服部勝威の家に生まれ育つ。
- 1988年4月 - 1992年3月、東洋大学文学部哲学科卒業。
- 1993年4月 - 1995年3月、東京都立大学大学院人文科学研究科中国文学専攻博士前期課程修了。
- 1995年4月 - 2000年3月、同博士後期課程単位取得満期退学。
- 2002年7月15日、博士（文学）取得。
- 2000年4月 - 2002年3月、東京都立大学人文学部中国文学講座 助手。
- 2002年4月 - 2007年3月、東京理科大学理工学部教養科 講師。
- 2007年4月 - 2008年3月、同 准教授。
- 2008年4月 - 2013年3月、明治大学法学部 准教授。
- 2013年4月 - 明治大学法学部 教授。
- 2023年9月 - 2024年3月、東京大学文学部歴史文化学科東洋史学専修・大学院人文社会系研究科アジア文化研究専攻アジア史専門分野 兼任講師。

### 所属学会
- 日本文化人類学会（1995年 - ）
- 日本道教学会（1998年 - ）（理事）
- 国際アジア民俗学会

## 研究分野とテーマ
専門分野
アジア民俗学（民間信仰論）
中国文学（民間書写文芸・対聯）
研究テーマ
中国の民間信仰（呪術・呪符・土俗神）
中国少数民族文化（中国西南諸民族）
獅子・狛犬研究。
中国古鎮研究（街並景観と形成史）
中国書写文芸（対聯）
異文化理解理論
解釈学的哲学
キーワード
呪術、民間版画・蠱毒・獅子・狛犬・伝統市街景観・対聯。

## 人物
- 哲学分野では、櫻井直文（近代哲学・スピノザ研究・明治大学法学部教授）を恩師と仰ぐ。東洋大学では、学士学位論文の指導教員は、小林忠秀（中世哲学）・針生清人（論理学）・副指導教員は末次弘（実存哲学）。東洋大学進学の動機は新田義弘（現象学）の講義を受けたい希望を叶えるためである。演習では中島義道（超越論的時間論）・斎藤慶典（現象学）・中里巧（北欧哲学・キルケゴール研究）・駒井義昭（実存哲学、ニーチェ、ワルター・シューバルト研究）等。放送大学で今道友信（美学）・藤田健治（哲学的人間学）の講義を聴講する。
- 仏教分野では金岡秀友（仏教学）・渡辺照宏（仏教学）・大島建彦（仏教民俗学）の講義を聴講し、中村元（インド哲学）の講義を放送大学で聴講している。
- 中国文学分野では、東洋大学で野間信幸（中国現代文学）を聴講し、東京都立大学大学院で、飯倉照平（中国民間文学）に師事、飯倉退職後の指導教員、及び博士論文主査は何彬（中国民俗学）・副査は渡邊欣雄（社会人類学）である。
- 東洋大学哲学科での学士学位論文「間文化的理解の解釈学的省察」は、純粋な哲学理論を構築したもので、ディルタイ・ガーダマーの解釈学的哲学理論を基軸として、異文化理解の体験構造を、文化人類学民族誌を対象資料として分析したもので、自身の異文化体験から、理解の構造を現象学・解釈学の手法により記述・分析した。哲学科首席論文として東洋大学校友会より表彰されている。
- 恩人の一人に水木しげる（漫画家）がおり、雲南省の妖怪関連版画「甲馬子」の調査で渡航の度に資金援助を受けている。水木と共に雲南省で妖怪の聞き書きを行い、水木の描く海外の妖怪を集めた『妖怪人類学』では最多数を占める。水木の言によれば、海外旅行でいちばん楽しかったのは太平洋戦争で世話になったニューギニアの人々との再訪行であるが、次に楽しかった旅行に雲南旅行を挙げる。
- 川野家は伊予河野氏の家系で、初代の川野半兵衛正直（旧姓水澤・中讃地方の富熊村の出身）が寛文年間に第二次今治藩創設時に任用されて以来、代々今治藩士。讃岐中部の富熊村の出身。藩主松平定房公の際に川野姓を賜る。代々寺社奉行・勘定方などの職を務めた。
- 東洋大学文学部在学中に中村雄二郎（哲学者・明治大学法学部教授）や市川浩（哲学者・身体論・明治大学商学部教授）の授業を聴講しており、後に明治大学法学部に就職するなど、何かと明治大学との奇縁に恵まれている。明治大学法学部の授業が、聴講した学部のなかでいちばん面白かったと公言している。
- 曾祖父川野助十郎惟正は、駿河台猿楽町の今治藩藩邸の勤務であったが、現在の明治大学猿楽町校舎が藩邸址に当たる。桜田門外の変を目撃している。また今治での川野家住所最寄りのバス停は「明大前バス停」で、「今治明徳義塾短期大学前」の略であるが、本人の勤務先最寄り駅も京王電鉄明大前駅である。したがって、「明大前から明大前」という経路で出張したことがある。本人は明治大学教員となったのは、先祖の導きと陰徳の結果であろうとしている。

## 著書
2025年5月現在著作合計100本。
- 『中国の〈憑きもの〉─華南地方の蠱毒と呪術的伝承』（風響社、2005年3月） 博士学位論文を元に執筆されたもの。岳父楊鵬挙や配偶者の証言をヒントに、中国南部の蠱毒信仰の内実を文化人類学・民俗学の角度から分析・解明したもの。私淑する中国文学・民俗学者の澤田瑞穂（早稲田大学）への謝辞を記す。
- 『神像呪符〈甲馬子〉集成─中国雲南省漢族・白族民間信仰誌』（東方出版、2005年10月） 修士学位論文を核に、400枚の神像呪符の図版と解説、各論を附した民俗誌。当時中国で「封建迷信用品」との理由から、研究がほとんどないところを、学部在学中に本人が雲南省で見出し、数々の民俗神・妖怪の類が描かれていることから、中国民俗学方面の大学院に進学することとなった。窪徳忠（道教研究）・杉浦康平（アジア図像学・グラフィックデザイナー）の尽力で出版し、谷村彰彦（グラフィックデザイナー）が手掛けた。
- 『雲南の歴史─アジア十字路に交錯する多民族世界』（白帝社、2013年12月） 明治大学文学部教授であった氣賀澤保規の尽力で上梓したものであり、恩人の一人である。雲南省の民族史を、漢人を含む諸民族の移住史からの重層的構造と民族関係の交錯として立体的に捉えたもので、事実上本邦初の本格的な雲南省の通史的な著作である。
- 『ミャンマー・ヤンゴン雲南墓園墓誌集成』（東京外国語大学アジア・アフリカ言語文化研究所、2018年3月）
- 『雲南北西部カトリック簡史』（東京外国語大学アジア・アフリカ言語文化研究所、2018年3月）蕭傑一（著）・川野明正（和訳）・菅野賢治（仏訳）
- 『狛犬さんぽ』（グラフィック社、2000年）川野明正（監修）ミノシマタカコ（著）
- 『東京周辺神社仏閣動物案内─神使・眷属・ゆかりのいきものを巡る』（メイツ出版、2019年）川野明正（監修）・江戸楽編集部（著）

### 主な論文
- 「中国獅子像の地方類型と分布―その1. 北獅系」『人文学報』第514号、首都大学東京人文科学研究科中国文学研究室、2017年、pp.193-214
- 「中国獅子像の地方類型と分布―その2. 南獅系」『人文学報』第514号、首都大学東京人文科学研究科中国文学研究室、2018年、pp.111-135
- 「雲南・四川南部の漢族・非漢民族の漢字文芸と文字信仰─中華圏周縁部の対聯と惜字炉〈字庫塔〉」 山田敦士〈編〉
- 「中国雲南の書承文化─記録・保存・継承」勉誠出版社、2019年、pp.163-177
- 「漢語における〈妖怪〉概念─日・中・台の概念比較」『明治大学教養論集』第547号、2020年、pp.121-141
- 「中国南部の道標〈擋箭碑〉と〈将軍箭〉の産育信仰」『明治大学教養論集』第573号、2023年、pp.125-142
- 「石造狛犬の類型と分布に関する野外調査を主とした網羅的研究―岩手県の石造狛犬を事例として」『明治大学人文科学研究所』2023年、pp.425-454
- 「台湾の石神信仰―石頭公・石獅公・石敢當」『日本の石仏』第184号、2024年、pp.46-59

## 教育活動
担当講義
中国語（明治大学法学部）
獅子・狛犬論（明治大学法学部）
東洋史学（東京大学文学部、2023年度後期・雲南民族史）
教育上の業績
2012年5月12日：明治大学専任教授連合会講演会『障害学生支援の課題と現状』の企画・開催。
2017年より明治大学社会人講座リバティアカデミーにおいて「狛犬から眺めるアジアと日本 石の霊獣が結ぶ郷土の感性」をコーディネート。

## 所属団体・役職
- 日本石仏協会 会長（2023年2月就任）
- 肥前狛犬を学ぶ会
- グループ狛犬さがし隊

## 受賞歴
- 1988年3月：東洋大学校友会奨励賞（学士学位取得論文「間文化理解の解釈学的省察」により受賞）
- 1998年5月：世界妖怪大賞（第2回）（世界妖怪協会・水木しげる会長）。

## 出演
- 「狛さんぽ」（シティーケーブル周南） - 準レギュラー
- 「小峠地蔵旅」（テレビ東京系列、2025年5月 - ） - 石仏鑑定・レギュラー